# Drets del col·lectiu LGBT a Tanzània

Aquest és un article sobre els drets LGBT a Tanzània. Les persones lesbianes, gais, bisexuals i transsexuals a Tanzània han d'afrontar reptes legals que no experimenten els residents no LGBT. L'homosexualitat a Tanzània és un tema socialment tabú, i els actes sexuals entre persones del mateix sexe són delictes punibles per l'estat.
Segons el Pew Global Attitudes Project de 2007, el 95% dels residents de Tanzània creuen que l'homosexualitat és una forma de vida que la societat no hauria d'acceptar, que era la setena més alta taxa de no-acceptació en els 45 països enquestats.

## Lleis relatives a l'activitat relacions sexuals homosexuals
Arreu de Tanzània, les relacions homosexuals masculines són il·legals i porten una pena màxima de cadena perpètua. Els actes homosexuals entre dones no s'esmenten específicament a la llei tanzanesa continental. La regió semiautònoma de Zanzíbar prohibeix els actes homosexuals femenins amb una pena màxima de cinc anys de presó o una multa de 500.000 xílings.

### Tanzània continental
El Codi penal de Tanzània de 1945 (revisat per la Llei de disposicions especials sobre delictes sexuals, 1998) estableix el següent:
- Secció 138A. Actes d'indecència bruta entre persones.

| « | Qualsevol persona que, en compromisos públics o privats, o que sigui part en la comissió de, o procuri o intenti procurar la comissió per qualsevol persona de qualsevol acte d'indecència bruta amb una altra persona, és culpable d'un delicte i a condemnat a empresonament per un termini no inferior a un any i no superior a cinc anys o a una multa no inferior a cent mil i no excedir tres-cents mil xílings; excepte en aquells casos en que la infracció sigui comesa per una persona de divuit anys o més per a qualsevol persona menor de divuit anys, un alumne d'una escola primària o un estudiant d'ensenyament secundari, el delinqüent serà responsable de condemnar d'empresonament per un termini no inferior a deu anys, amb càstig corporal, i també li haurà de pagar una indemnització d'import determinat pel tribunal a la persona contra la qual es va cometre l'infracció per lesions causades a aquesta persona. | » |

D'acord amb la part I (3) de la Llei de disposicions especials de delictes sexuals, 1998: "indecència bruta" a la secció 138A "significa qualsevol acte sexual que sigui més que ordinari, però sense relació sexual i pot incloure la masturbació i el contacte físic indecent o comportament indecent sense cap contacte físic ".
- Secció 154. Delictes antinaturals.

| « | (1) Qualsevol persona que - (a) tingui coneixement carnal de qualsevol persona contra l'ordre de la natura; o * * * (c) permeti que una persona masculina tingui coneixement carnal d'ell o ella contra l'ordre de la natura, comet un delicte, i serà sotmès a empresonament de per vida i, en tot cas, a empresonament per un termini no inferior a trenta anys. (2) Quan el delicte de la subsecció (1) d'aquesta secció està compromès amb un menor de deu anys, el delinqüent serà condemnat a cadena perpètua. | » |

- Secció 155. Intent de cometre infraccions antinaturals.

| « | Qualsevol persona que intenti cometre algun dels delictes especificats a l'article 154 cometi un delicte i serà condemnat a pena de presó per un termini no inferior a vint anys. | » |

- Secció 157. Pràctiques indecents entre mascles.

| « | Qualsevol persona masculina que, en públic o privat (a) cometi un acte d'indecència bruta amb un altre mascle o (b) busqui una altra persona masculina per cometre algun acte d'indecència bruta amb ell, o (c) intenti obtenir un home per cometre un acte indecent amb ell, és culpable d'un delicte i pot ser condemnat a cinc anys de presó. | » |

### Zanzíbar
El Codi Penal de Zanzíbar de 1934, tal com es va modificar el 2004, estableix el següent:
- Secció 132.

| « | (1) Qualsevol persona que conegui carnalment a un nen és culpable d'un delicte i serà condemnat a condemna per tota la seva vida. (2) Qualsevol persona que intenti tenir un coneixement carnal de qualsevol nen és culpable d'un delicte i, en convicció, serà sotmès a presó per un termini no inferior a vint-i-cinc anys. | » |

- Secció 150.

| « | Qualsevol persona que: (a) tingui coneixement carnal de qualsevol persona contra l'ordre de la natura; o (c) permeti que una persona masculina tingui coneixement carnal d'ell o ella contra l'ordre de la natura; és culpable d'un delicte greu i pot ser empresonat per un termini no superior a catorze anys. | » |

- Secció 151.

| « | Qualsevol persona que intenti cometre algun dels delictes especificats a la secció 150 és culpable d'un delicte greu i serà sancionat per un termini no superior a set anys. | » |

- Secció 152.

| « | Qualsevol persona que assalti un nen de manera il·lícita i indecent és culpable d'un delicte greu i serà sancionat per un termini no inferior a vint-i-cinc anys. | » |

- Secció 153.

| « | Qualsevol dona que cometi un acte de lesbianisme amb una altra dona que assumeixi un rol actiu o passiu serà culpable d'un delicte i serà condemnada a empresonament per un termini no superior a cinc anys o a una multa no superior a cinc-cents mil xílings. | » |

- Secció 154.

| « | Qualsevol persona que, en compromisos públics o privats, o que sigui part en la comissió de, o procuri o intenti procurar la comissió per qualsevol persona de qualsevol acte d'indecència bruta amb una altra persona, és culpable d'un delicte i a condemna a pena de presó per un termini no superior a cinc anys o a una multa no superior a dos-cents mil xílings; excepte en aquells casos en que la infracció sigui comesa per una persona de divuit anys o més per a qualsevol persona menor de divuit anys, l'autor serà responsable de condemna a empresonament per un termini no inferior a deu anys, amb càstig corporal, i també li ha de pagar la indemnització d'un import determinat pel tribunal a la persona per la qual es va cometre l'infracció per qualsevol lesió física o psicològica causada per aquesta persona. | » |

Segons la secció 4, la "indecència bruta" significa "qualsevol acte sexual que no tingui relació sexual i pot incloure la masturbació i el contacte físic o el comportament indecent sense cap contacte físic".
- Secció 158.

| « | Qualsevol persona que: (a) introdueixi[n] o organitzi[n] una unió, ja sigui per matrimoni o no, d'una persona del mateix sexe (b) celebri[n] una unió amb una altra persona del mateix sexe, ja sigui per matrimoni o no; [o] (c) visqui com a marit i dona [amb] una altra persona del mateix sexe; serà culpable d'un delicte i serà condemnat a pena de presó per un termini no superior a set anys. | » |

## Reconeixement de les relacions entre homes i dones
Les Parelles del mateix sexe no tenen reconeixement legal.

## Proteccions de la discriminació
No existeix una protecció específica en la legislació constitucional o estatutària a Tanzània específicament contra la discriminació basada en l'orientació sexual o la identitat de gènere.

## Adopció
Una parella és elegible per adoptar un fill conjuntament només si la parella està casada. Un home pot adoptar un nen només com a sol·licitant únic si "el tribunal està satisfet que hi ha circumstàncies especials que justifiquin com a mesura excepcional la realització d'un ordre d'adopció". No hi ha restriccions especials a una dona que adopti un nen masculí com a sol·licitant únic. Només un resident de Tanzània que tingui almenys 25 anys pot adoptar un fill. Una persona LGBTI no està expressament prohibida d'adoptar. "Nen" significa una persona menor de 21 anys que mai no ha estat casada.

## Condicions de vida
No hi ha bars gais, tot i que hi ha llocs on es troben els homes gai. Les lesbianes són menys visibles que els homes gais.
La visió tradicional de l'homosexualitat suposa que un home, el msenge, interpretarà el paper d'una dona (prostitució masculina per diners) o perquè ell mateix és impotent, no perquè vulgui), mentre que el basha, la part dominant, se suposa que té relacions amb dones i homes. El msenge és més estigmatitzat que el basha per la tradició tanzana.
L'homofòbia és molt alta. No hi ha hospitals on les persones LGBT puguin tenir accés al tractament. El govern no té programes per prevenir la infecció pel VIH entre la comunitat LGBT.
L'any 2003, més de 300 tanzans van protestar contra l'arribada d'un grup de turistes gais.
L'any 2004, alguns grups islàmics a Zanzíbar van començar un esforç per netejar la nació d'activitats que consideraven pecaminoses, inclosa l'homosexualitat, el que va provocar canvis en la llei que imposaven sancions més dures per als actes sexuals homosexuals.

## Pressió internacional a Tanzània per legalitzar les activitats homosexuals
L'Informe sobre Drets Humans del Departament d'Estat dels Estats Units de 2013,
| « | El 19 de juny de [2013], Human Rights Watch i The Wake Up and Step Forward Coalition van publicar un informe que incloïa diverses acusacions detallades de tortura i abús de persones lesbianes, gais, bisexuals i transsexuals (LGBT) mentre eren sota custòdia de la policia. Per exemple, l'informe incloïa una declaració d'un home gai de 19 anys que va ser arrestat després de sortir d'un club nocturn a Mbeya. L'individu va informar que la policia el va violar i li va colpejar a les plantes dels peus amb canyes, cables elèctrics i canonades d'aigua. ... La conducta sexual consensual entre persones del mateix sexe és il·legal a la part continental i a Zanzíbar. A la part continental, els actes d'"indecència bruta" entre persones del mateix sexe es castiguen fins a cinc anys de presó. La llei es refereix a la conducta homosexual com a "ofensa no natural" i porta una pena de presó de 30 anys a tota la vida. La llei de Zanzíbar estableix una pena de fins a 14 anys de presó per als homes que realitzen conducta homosexual i cinc anys per a dones. La càrrega de la prova en aquests casos és significativa. Segons un recent informe de Human Rights Watch, les detencions de persones LGBT poques vegades ha conduït a processaments; en general, eren un pretext perquè la policia obtingui suborns o sexe coaccionat de persones vulnerables. No obstant això, la [Comissió Tanzana per als Drets Humans i Bons Governs] ... Les visites a les presons de 2011 van revelar que els "delictes contra natura" es trobaven entre els motius més comuns de la detenció prèvia de menors. En els tribunals anteriors s'han jutjat a individus sospitosos de conducta sexual del mateix sexe amb vagància o prostitució. Les persones LGBT s'enfronten a una discriminació social que restringeix el seu accés a l'atenció sanitària, l'habitatge i l'ocupació. Aquest grup també els fou negada l'assistència sanitària, com ara l'accés a la informació sobre el VIH. No se sap de cap esforç del govern per combatre aquesta discriminació. | » |

A la reunió de Ginebra del Consell de Drets Humans de les Nacions Unides d'octubre de 2011 es va completar una Examen Periòdic Universal (UPR) sobre la situació dels drets humans a Tanzània. En aquest UPR, Eslovènia, Suècia i l'Equip de Països les Nacions Unides (UNCT) van instar públicament a Tanzània a derogar els seus estatuts que criminalitzaven les activitats homosexuals. L'UNCT va dir al paràgraf 27 del seu informe,
| « | L'homosexualitat es considera contrària a les normes culturals; les relacions homosexuals són criminalitzades. S'han informat d'arrestos col·lectius en relació amb assemblees pacífiques, no assistència als pacients amb VIH, així com desnonaments forçosos de persones a causa de la seva orientació sexual per part de comunitats locals i religioses. A més, els representants dels grups i altres defensors dels drets humans poden no estar disposats a fer declaracions públiques a favor de la tolerància i la despenalització per por a les represàlies. | » |

Tanzània es va negar. Mathias Meinrad Chikawe, ministre d'Estat i bon govern de Tanzània, va dir a Ginebra,
| « | Hi havia un problema plantejat sobre els matrimonis homosexuals, etc. És veritat que no tenim una llei que permeti matrimonis homosexuals al nostre país, i que dic una altra vegada, a causa de les nostres pròpies tradicions i creences culturals molt fortes. Tot i que es duen a terme activitats homosexuals, es produeixen sota la cobertura, per dir-ho, i com he dit quan presentava el nostre informe sobre el Pacte Internacional de Drets Civils i Polítics (ICCPR), que si exhibeixen tal comportament en públic, un podria ser, actualment apedregat pel públic mateix. És una cosa cultural. Encara no és acceptable. Així que el govern ... seria estrany que el govern proposés una llei per permetre-ho; per tant, és just que tal vegada no hagi arribat el moment de considerar aquestes llibertats al nostre país. | » |

Des que la UPR va concloure, Tanzània no ha suavitzat les seves polítiques ni la seva retòrica. A l'octubre de 2011, a la reunió de Caps de Govern de la Commonwealth a Perth, Austràlia, el primer ministre del Regne Unit (Regne Unit), David Cameron, va dir que el Regne Unit pot retirar o reduir les ajudes als governs que no reformen els estatuts criminalitzadors de l'homosexualitat. Com a resposta, el ministre d'Afers Exteriors i Cooperació Internacional de Tanzània, Bernard Membe, va dir:
| « | Tanzània mai acceptarà la proposta de Cameron perquè tenim els nostres propis valors morals. L'homosexualitat no forma part de la nostra cultura i mai la legalitzarem ... No estem disposats a permetre que cap nació rica ens doni ajudes basades en condicions inacceptables simplement perquè som pobres. Si se'ns nega l'ajuda d'un país, no afectarà l'estat econòmic d'aquesta nació i podrem prescindir de l'ajuda del Regne Unit. | » |

En el parlament de Tanzània, l'11 de novembre de 2011, el primer ministre de Tanzània, Mizengo Pinda, va respondre a una pregunta d'un parlamentari sobre si el govern estava disposat a perdre ajuda del Regne Unit. Ell va dir,
| « | No estàs sent just per a mi, ja que el govern ja ha deixat clar la seva opinió sobre aquest tema ... però, com que vols que doni la meva opinió, voldria dir que l'homosexualitat és inacceptable per a la nostra societat. Hem de considerar críticament aquests problemes. Per a mi això és inacceptable. Fins i tot els animals no poden fer tal cosa. | » |

Al parlament de Tanzània, el 20 de juny de 2012, Membe va respondre a una pregunta d'un membre del parlament, Khatib Said Haji, sobre la posició del govern sobre la pressió dels països occidentals per exigir l'abolició de les lleis antigais. Membe va dir: Estem disposats a perdre l'ajuda i el suport dels països amics que ara estan impulsant la derogació de les lleis antigais a les nacions africanes" i que Tanzània estava disposada a fer-ho en lloc de ser sotmesa a la humiliació i la deshumanització.

## Taula resum
| Activitat sexual legal amb el mateix sexe                     | (pena: cadena perpètua) |
| Mateixa edat de consentiment                                  | No                      |
| Lleis antidiscriminació a la feina                            | No                      |
| Lleis antidiscriminació en la prestació de béns i serveis     | No                      |
| Matrimoni del mateix sexe                                     | No                      |
| Lleis antidiscriminació en el discurs de l'odi i la violència | No                      |
| Reconeixement de les parelles del mateix sexe                 | No                      |
| Adopció de fillastres per parelles del mateix sexe            | No                      |
| Adopció conjunta per parelles del mateix sexe                 | No                      |
| Prestació de servei militar per gais i lesbianes              |                         |
| Dret legal a canviar de gènere                                | No                      |
| Accés a la fecundació in vitro per lesbianes                  | No                      |
| Subrogació comercial per a parelles d'homes homosexuals       | No                      |
| Permís per donar sang als MSMs                                | No                      |